# Ахарони, Эйтан
Эйтан Ахарони (ивр. איתן אהרוני‎, род. 21 декабря 1962, Цруфа, Израиль) — израильский футболист, выступавший на позиции защитника. Почётный посол клуба «Маккаби Хайфа».

## Клубная карьера
Эйтан Ахарони родился 21 декабря 1962 года в Цруфе, Израиль.
С 11 лет начал заниматься футболах в местной футбольной секции. С 1975 по 1978 год выступал в молодёжной команде Маккаби Хайфа, начав выступать в профессиональной с сезона 1979/1980, 1 декабря 1979 года.
В «Маккаби» играл на протяжении 15 лет, проведя 368 матчей, отметившись при этом семью голами. На протяжении карьеры в Маккаби пять раз выигрывал титул чемпиона и дважды выигрывал кубок Израиля.
С 1989 по 1990 год на правах аренды играл за Хапоэль Кфар-Сава, провёл за него 26 матчей отметившись одним голом.
С 1994 по 1995 год выступал за Хапоэль Хайфа, провёл за него 28 матчей отметившись тремя голами.

## Карьера в сборной
Эйтан Ахарони вызывался в олимпийскую и молодёжные сборные Израиля. Дебютировал за основную сборную 28 января 1986 года в товарищеском матче против сборной Шотландии. На поле провёл все 90 минут, по итогу проиграв с минимальным счётом 0:1 после гола Пола Макстея на 59 минуте матча.
После на протяжении всего 1986 года провёл ещё три товарищеских матча, проиграв сборным Англии, Аргентины и Румынии с общим счётом 5:13.
На протяжении двух лет не вызывался в сборную на матчи. 4 января 1988 года провёл полный товарищеский матч против сборной Нидерландов. Матч закончился поражением со счётом 0:2. В 1989 провёл ещё 5 матчей из которых два сидел на скамейке запасных.
За 1990 год провёл 5 матчей, в одном выйдя на замену на 68 минуте матча спустя четыре минуты забил гол престижа в ворота сборной Румынии.
В 1991 году матчей за сборную не проводил в связи с травмой полученной на матче кубка Израиля.
В 1993 году провёл три матча с суммарным игровым временем 18 минут, после чего в сборную вызывался в последний раз 17 февраля 1993 года, однако весь матч провёл в запасе.

## Личная жизнь
Женат на Геуле, растит двоих детей. Старший сын Йохай также был футболистом, играл в низших клубах израильского футбола. Его племянник Эден Бен Басат также футболист.
В настоящее время работает фермером в своём родном городе.

## Достижения

### Чемпионат Израиля по футболу
За Маккаби Хайфа:

 Сезоны: 1983/1984, 1984/1985, 1988/1989, 1990/1991, 1993/1994

 Сезон: 1985/1986

### Кубок Израиля по футболу
Сезоны: 1990/1991, 1992/1993

 Сезоны: 1984/1985, 1986/1987, 1988/1989

### Кубок Тото
Сезон: 1993/1994